# Point Theatre
Das Point Theatre war eine Konzert- und Veranstaltungshalle in der irischen Hauptstadt Dublin am Ufer der Liffey, welche von 1988 bis 2007 bestand.
Die Halle in den Dublin Docklands mit 8.500 Sitzplätzen war multifunktional nutzbar. So fanden z. B. Boxkämpfe, Wrestling, Ausstellungen sowie zahlreiche Konzerte statt. Hier traten u. a. R.E.M., U2, The Rolling Stones, Nirvana, Kylie Minogue, Def Leppard, Britney Spears, Blink-182, Oasis, Tool und David Bowie auf.
Der Eurovision Song Contest fand hier dreimal statt: 1994, 1995 und 1997, außerdem die MTV Europe Music Awards 1999.
Nach der Schließung wurde das Point Theatre zum The O₂ (heute: 3Arena) mit maximal 14.500 Plätzen umgebaut.

## Galerie

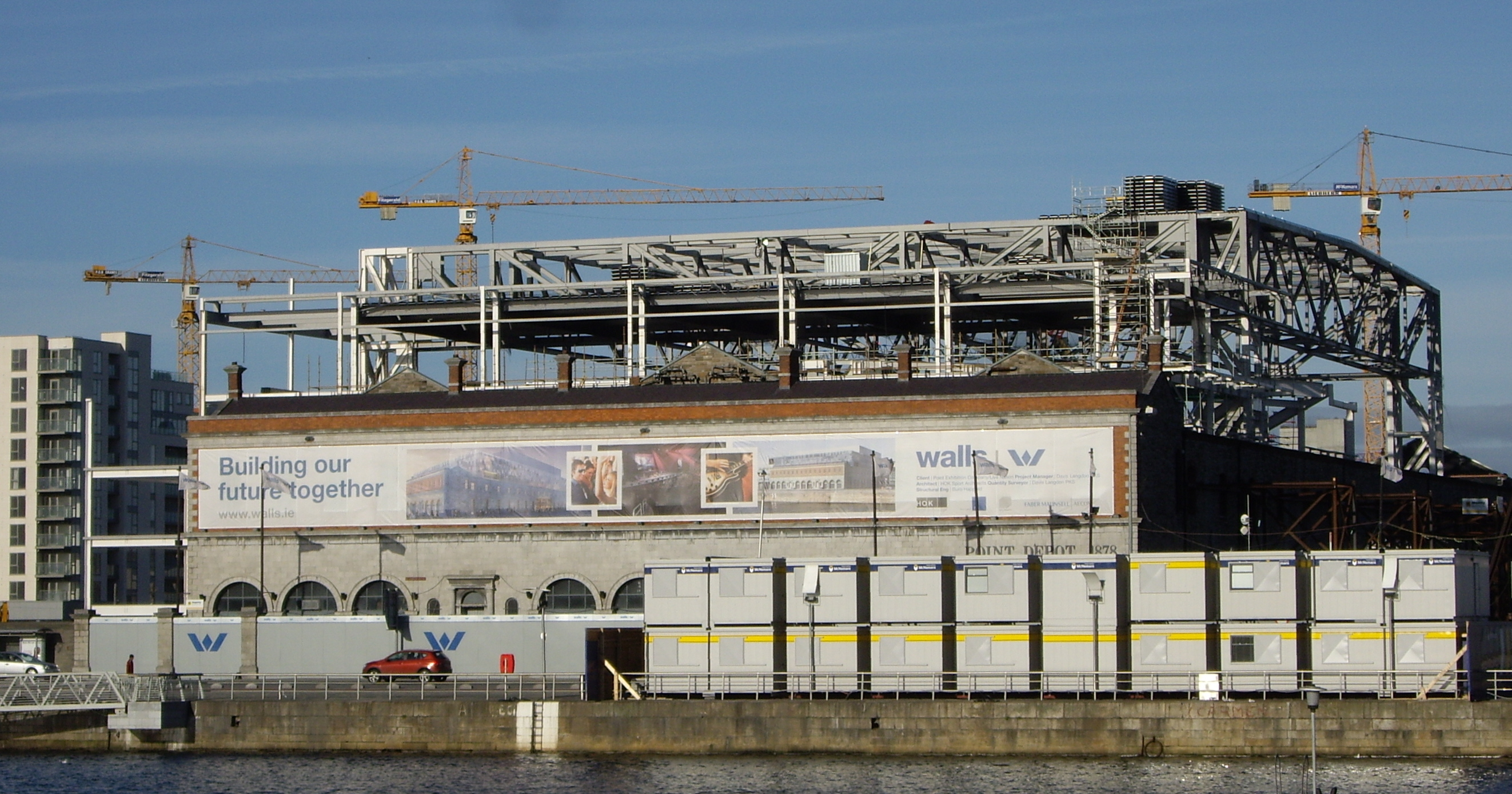
Während der Umbauphase zum The O₂